# Анрі Сальвадор
Анрі́ Сальвадо́р (фр. Henri Gabriel Salvador; 18 липня 1917, Каєнна — 13 лютого 2008, Париж) — французький співак, джазовий музикант, гітарист, композитор.

## Життєпис

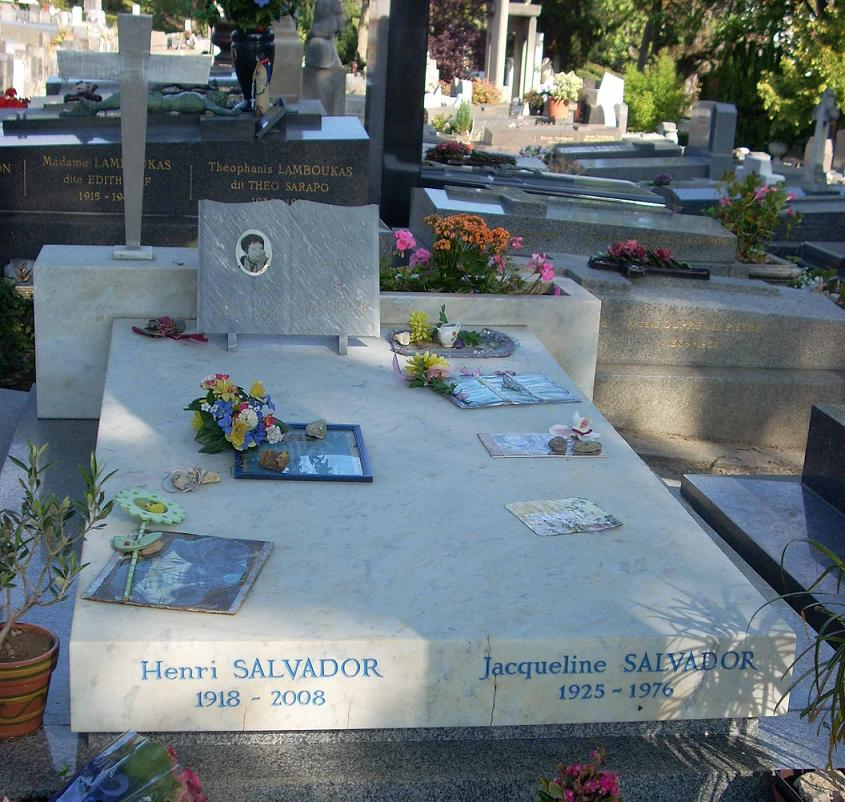
Могила на кладовищі Пер-Лашез

Анрі Сальвадор народився в місті Каєнна (Французька Гвіана) в родині вихідців з Гваделупи (Французька Вест-Індія). Мав брата Андре і сестру Еліс.
Свою музичну кар'єру розпочинав як гітарист, що акомпанував іншим співакам. Навчався грі на гітарі, наслідуючи записи Джанго Рейнарта, з яким працював у 1940-ві роки. Анрі записав кілька пісень, написаних Борисом Віаном з Квінсі Джонсом як аранжувальником. Багато років він грав з Реєм Вентурою в джаз-бенді «Ray Ventura et Ses Collégiens», де він співав, танцював і навіть грав у комедійних епізодах на сцені.
Також знімався в таких картинах як «Дитя Монте-Карло» (1950), «Ми їдемо в Париж» (1949), «Mademoiselle s'amuse» (1948).
Він відомий як перший виконавець французького рок-н-ролу, який записав в 1957 році пісні, написані Борисом Віаном і Мішелем Леграном «Rock'n Roll Mops», «Rock hoquet, Va t'faire cuire un oeuf, man» і «Dis-moi qu'tu m'aimes rock» під сценічним ім'ям Henry Cording. Незважаючи на цей історичний аспект, він не переставав стверджувати, що не любить рок-н-рол і навіть відмовлявся говорити на цю тему пізніше.
У 1960 році Анрі Сальвадор був ведучим кількох популярних телевізійних шоу на французькому телебаченні. У 1964 році він випустив хіт під назвою «Zorro est arrivé», натхненний американським хітом «Along Came Jones».
Вважається, що Анрі Сальвадор з піснею «Мій Острів» («Dans mon île», 1957) був під впливом Антоніу Карлуса Жобіна, одного з засновників бразильського стилю босанова.
Каетану Велозу, відомий бразильський композитор і співак, прославив Анрі Сальвадора перед бразильською аудиторією піснею «Reconvexo», в якій він говорить «Хто не відчуває свінга Анрі Сальвадора?». Велозу також записав одну з версій пісні Сальвадора «Мій острів».
У віці 70 років Сальвадор озвучив краба Себастьяна у французькій версії «Русалоньки» Діснея (1989).
Він відкрив талант співаків Керен Ан і Арт Менго.
Був відомим прихильником ФК Парі Сен-Жермен, мав абонемент на довічне відвідування матчів улюбленої команди на стадіоні «Парк де Пренс».
Сальвадор Анрі співав до останніх днів свого життя. Він помер у 90-річному віці від розриву аневризми у себе вдома в ранковий час 13 лютого 2008 року.
Похований, як і його дружина Жаклін Гарабедян, на кладовищі Пер-Лашез.

## Нагороди
- Командор ордену Почесного легіону (2004)[8]
- Кавалер ордену Почесного легіону (1987)[8]
- Командор ордену «За заслуги» (Франція)
- Командор ордену мистецтв і літератури
- Золота медаль Французької академії
- Великий Хрест ордену За заслуги в культурі (Бразилія) (порт. Ordem do Mérito Cultural, 2005)[9][10]

## Дискографія
- 1947: Maladie d'amour
- 1955: Henri Salvador chante ses derniers succès, Polydor (Le loup, la biche et le chevalier, Maladie d'amour, Clopin-clopant, etc.)
- 1956: Henri Salvador alias Henry Cording and his original Rock and roll boys, Philips
- 1957: Sous les tropiques, Philips (Adieu foulards, adieu madras, Oh si y avait pas ton père, etc.)
- 1959: Chanté par Henri Salvador, Barclay
- 1960: Salvador s'amuse, Barclay (Blouse du dentiste, Gondolier, Moi j'préfère la marche à pied, etc.)
- 1962: Succès, Philips/Salvador (Le lion est mort ce soir, Twist SNCF, etc.)
- 1963: Henri Salvador, Philips/Salvador (Minnie petite souris, etc.)
- 1964: Zorro est arrivé, Rigolo
- 1965: Le travail c'est la santé, Rigolo
- 1967: Henri Salvador, Rigolo (J’étais une bonne chanson, Enfoncez vous ça dans la tête, Claire, ma secrétaire, etc.)
- 1968: Salvador, Rigolo (Une chanson douce, Quand faut y aller, faut y aller, etc.)
- 1969: Henri Salvador, Rigolo
- 1972: Le Petit poucet, Rigolo
- 1977: Salvador 77, Rigolo
- 1978: Henri Salvador, Rigolo
- 1979: Salvador/Boris Vian, Rigolo
- 1980: Salvador en fête, Rigolo
- 1985: Henri, Pathé Marconi
- 1989: Des goûts et des couleurs
- 1994: Monsieur Henri
- 2000: Chambre avec vue
- 2002: Performance !
- 2003: Ma chère et tendre
- 2006: Révérence